# Cathédrale des Quarante-Martyrs de Homs
Pour les articles homonymes, voir Cathédrale des Quarante-Martyrs.
La cathédrale des Quarante-Martyrs (en arabe : كاتدرائية الأربعين شهيداً) de Homs, en Syrie, est dédiée aux Quarante martyrs de Sébaste.
Au XVe siècle, Joos van Ghistele mentionna : « une belle église dédiée aux quarante martyrs » à Homs.